# سیارک ۲۲۸۸۹
سیارک ۲۲۸۸۹ (به انگلیسی: 22889 Donnablaney، نامگذاری:1999SU7) بیست و دو هزار و هشتصد و هشتاد و نهمین سیارک کشف شده‌است که در ۲۹ سپتامبر ۱۹۹۹ کشف شد.
قدر مطلق سیارک برابر ۱۳.۵ است.